# Brian Chambers
Brian Mark Chambers (Newcastle upon Tyne, 31 ottobre 1949) è un ex calciatore inglese, di ruolo centrocampista.

## Carriera
Dopo aver iocato nelle giovanili del Sunderland, con cui nella stagione 1966-1967 vince anche una FA Youth Cup, nel 1970 viene aggregato alla prima squadra dei Black Cats, appena retrocessi in seconda divisione, facendo all'età di 21 anni il suo esordio tra i professionisti in questa categoria, in cui rimane per un triennio, nel quale gioca 63 partite e segna 5 reti, contribuendo inoltre alla vittoria della FA Cup 1972-1973. Al termine della stagione 1972-1973 viene ceduto per 30000 sterline all'Arsenal, in prima divisione: nei Gunners non riesce però a trovare spazio, giocando solamente una partita di campionato (la vittoria casalinga per 1-0 ai danni del Birmingham City), e così dopo una sola stagione viene nuovamente ceduto (sempre per 30000 sterline), questa volta al Luton Town, altro club di prima divisione; anche qui gioca con poca continuità (6 presenze), ma dal 1975 al 1977, complice la retrocessione del club in seconda divisione, torna a venire schierato con regolarità, segnando 9 reti in 70 partite giocate in questa categoria nell'arco di due stagioni.
Dal 1977 al 1979 gioca invece ai londinesi del Millwall (che lo avevano acquistato dagli Hatters per 25000 sterline), con cui totalizza ulteriori 59 presenze e 9 reti in seconda divisione; al termine della stagione 1978-1979, conclusasi con una retrocessione in terza divisione, lascia il club per trasferirsi al Bournemouth, con cui trascorre una stagione e mezzo in quarta divisione, categoria in cui va in rete per 9 volte in 41 incontri disputati; gioca in questa categoria anche nella seconda metà della stagione 1980-1981 (la sua ultima da professionista), in cui segna un gol in 10 partite di campionato giocate con la maglia dell'Halifax Town. Chiude infine la carriera giocando in vari club semiprofessionistici (Poole Town, Salisbury City, Dorchester Town, Swanage).
In carriera ha totalizzato complessivamente 251 presenze e 31 reti nei campionati della Football League.

## Palmarès

### Club

#### Competizioni giovanili
- FA Youth Cup: 1

Sunderland: 1966-1967

#### Competizioni nazionali
- Coppa d'Inghilterra: 1

Sunderland: 1972-1973